# Marià Codina
Marià Codina va ser qui substituí Josep Vila en el magisteri de l'orgue en la Capella de Música de Santa María de Mataró entre 1722 i 1731. L'últim any anà a Santa Maria del Mar a causa del mal estat de l'orgue de la parròquia. Entre 1750 i 1761, Codina exercí el magisteri de l'orgue de la vila de Perelada.